# 蔡焕宗
蔡焕宗（1949年—），男，福建泉州人，中国体操运动员，运动健将，曾任第五届全国政协委员，获体育运动荣誉奖章。